# Флетчер, Эрни
Эрнест Ли «Эрни» Флетчер (англ. Ernest Lee «Ernie» Fletcher; род. 12 ноября 1952, Маунт-Стерлинг, Кентукки) — американский политик, член Республиканской партии. Губернатор штата Кентукки с 2003 по 2007 год.
Флетчер получил степень доктора медицины в Медицинском колледже Университета Кентукки. Он работал в качестве врача и проповедника. Он является баптистом. Был пилотом в ВВС США.
Он был членом Палаты представителей Конгресса США с 1999 по 2003 год.